# علي سعيد (كاتب)
علي سعيد (عام 1979م) كاتب ومخرج سينمائي سعودي، ولد في المنطقة الشرقية في السعودية. عمل في مجال الصحافة بالكتابة والتحرير في «جريدة الرياض» السعودية إلى عام 2017م، ثم انتقل للعمل السينمائي كاتباً ومخرجاً، ومن أبرز أعماله في السينما فيلم «رقم هاتف قديم» الفائز بجائزة أفضل فيلم روائي قصير في مسابقة الأفلام العربية في مهرجان البحرين السينمائي، وكتاب «الحقيبة الجلدية».

## التعليم
- حصل على البكالوريوس في الإعلام من جامعة دمشق.[1]

## العمل
- بدأ العمل الصحفي مراسلاً ثقافياً من دمشق عام 2003م.[2]
- عمل محرراً ثقافياً في جريدة الرياض السعودية إلى عام 2017م.
- اتجه للعمل في مجال العمل السينمائي منتجاً وكاتباً ومخرجاً نهاية عام 2017.[1]

## العائلة
والده هو الشيخ سعيد بن عبد الله المدلوح القاضي السابق في دائرة الأوقاف والمواريث بمحافظة القطيف، وأخوه المخرج مجتبى سعيد.

## الأفلام
- ليمون أخضر (كتابة). 2015.[1] إخراج مجتبى سعيد.
- بوصلة (كتابة). 2015.[8]
- بيانست (كتابة). 2019.[9]
- رقم هاتف قديم (كتابة وإخراج). 2022.[10][11] وحصل سيناريو الفيلم على جائزة أفضل سيناريو فيلم قصير في معمل السيناريو في الدورة السابعة من مهرجان أفلام السعودية عام 2021.[12]
- قصة ملك الصحافة (كتابة وإنتاج). 2023.[13][14]

## المؤلفات
| الكتاب                                       | التاريخ | المصدر        |
| -------------------------------------------- | ------- | ------------- |
| الحقيبة الجلدية: بصحبة مفكرين وأدباء وفنانين | 2016    | [ 15 ]        |
| كونيكا 19 (رواية)                            | 2019    | [ 16 ] [ 17 ] |